# Богичевич, Милош
Милош Богичевич (серб. Милош Богићевић; 1811, Яребице — 20 октября 1844, Шабац) — второй по счёту градоначальник Белграда в его истории.

## Биография
Младший сын Подринского воеводы Антония Богичевича (погиб в 1813 году). Устроился писарем у своего зятя Еврема Обреновича, брата князя Милоша. В 1832 году ушёл с этой должности. В 1836 году был назначен старейшиной Ядарского среза, но в 1837 году отдан под суд (позднее был оправдан). 1 марта 1839 был назначен начальником округа Шабаца, в 1840 году стал градоначальником Белграда. Был одним из сторонников династии Обреновичей и выступал против введения конституции.
В сентябре 1840 года Богичевич перешёл в Попечительство внутренних дел Сербии, где работал помощником министра. В сербской армии дослужился до звания подполковника. В 1842 году группа сторонников конституционной монархии («уставобранители») подняла восстание в Нише и свергла князя Михаила. Богичевич бежал в Земун (Австрия), а затем перебрался в Нови-Сад, возглавив княжескую канцелярию.
После объявления амнистии уставобранителями Милош в 1843 году вернулся в Сербию, где 22 сентября 1844 со своими сторонниками поднял бунт против Карагеоргиевичей и взял Шабац, став его главой. Однако спустя совсем недолгое время Тома Вучич Перишич отбил Шабац и захватил в плен бунтовщиков. Богичевич был осуждён и казнён.